# District de Ceduna
Le district de Ceduna (District of Ceduna) est une zone d'administration locale située à l'extrémité ouest de la Péninsule d'Eyre en Australie-Méridionale en Australie. 
Son économie repose sur l'agriculture (cultures céréalières, élevage de moutons) accessoirement la culture d'huîtres et le tourisme.

## Localités
Les principales localités du district sont Ceduna, Denial Bay, Smoky Bay et Thevenard.
Les autres sont : Bonython, Carawa, Charra, Chinta, Goode, Kalanbi, Koonibba, Laura Bay, Maltee, Merghiny, Mudamuckla, Murat Bay, Nunjikompita, Petina, Pimbaacla, Puntabi, Uworra, Wallanippie et Wandana.